# قلعه‌قدم
قلعه‌قدم (سمیرم)، روستایی از توابع بخش مرکزی شهرستان سمیرم در استان اصفهان ایران است. مردم به گویش بختیاری تکلم می‌کنند 

## جمعیت
این روستا در دهستان ونک قرار دارد و بر اساس سرشماری مرکز آمار ایران در سال ۱۳۸۵، جمعیت آن ۵۴۳ نفر (۱۱۵ خانوار) بوده‌است.